# Crisanto Grajales
Crisanto Grajales Valencia (Xalapa, 6 de mayo de 1987) es un deportista mexicano que compite en triatlón y acuatlón.
En triatlón ganó cuatro medallas en los Juegos Panamericanos entre los años 2015 y 2023, y cuatro medallas en el Campeonato Panamericano entre los años 2014 y 2022. Además, obtuvo una medalla en el Campeonato Mundial de Acuatlón de 2008.
Participó en cuatro Juegos Olímpicos de Verano entre los años 2012 y 2024, su mejor resultado fue el 12.° puesto logrado en Río de Janeiro 2016 en la prueba masculina individual.

## Palmarés internacional
| Juegos Panamericanos    | Juegos Panamericanos    | Juegos Panamericanos | Juegos Panamericanos |
| Año                     | Lugar                   | Medalla              | Prueba               |
| ----------------------- | ----------------------- | -------------------- | -------------------- |
| 2015                    | Toronto (Canadá)        | Medalla de oro       | Individual           |
| 2019                    | Lima (Perú)             | Medalla de oro       | Individual           |
| 2019                    | Lima (Perú)             | Medalla de bronce    | Relevo mixto         |
| 2023                    | Santiago (Chile)        | Medalla de bronce    | Individual           |
| Campeonato Panamericano |                         |                      |                      |
| Año                     | Lugar                   | Medalla              | Prueba               |
| 2014                    | Dallas (Estados Unidos) | Medalla de oro       | Individual           |
| 2018                    | Brasilia (Brasil)       | Medalla de plata     | Individual           |
| 2022                    | Montevideo (Uruguay)    | Medalla de oro       | Individual           |
| 2022                    | Montevideo (Uruguay)    | Medalla de bronce    | Relevo mixto         |

| Campeonato Mundial | Campeonato Mundial | Campeonato Mundial | Campeonato Mundial |
| Año                | Lugar              | Medalla            | Prueba             |
| ------------------ | ------------------ | ------------------ | ------------------ |
| 2008               | Monterrey (México) | Medalla de bronce  | Individual         |